# Ethylen-vinylacetat
Ethylen-vinylacetat (også kendt som EVA) er et copolymer af ethylen og vinylacetat.Vægtprocenten vinylacetat varierer sædvanligvis fra 10 til 40%, idet resten er ethylen.
Det er et polymer, der er et elastisk materiale, som er blødt og fleksibelt. Materialet har god klarhed og glans, lav temperatur sejhed, stress-brud bestandighed, vandtæt og bestandigt over for UV-stråling. EVA har en karakteristisk eddikelugt.

## Ekstern links
- List of EVA tradenames Arkiveret 28. maj 2013 hos  Wayback Machine